# La Calòrica
La Calòrica és una companyia teatral fundada el 2010 per alumnes de l'Institut del Teatre de Barcelona. Des dels seus inicis i amb data de 2020, la plantilla de La Calòrica s'ha mantingut de manera estable. Està formada per Joan Yago (dramaturg), Israel Solà (director), Albert Pascual (escenògraf i vestuari) i Xavi Francès, Aitor Galisteo-Rocher, Esther López Martín, Marc Rius i Júlia Truyol (actors).
Des del seu primer espectacle, Feísima enfermedad y muy triste muerte de la reina Isabel I, obra creada com a taller a l’Institut del Teatre que va fer el salt reeixidament a les sales comercials, que La Calòrica ha mantingut una trajectòria ascendent fins a l’any 2020, quan van reestrenar aquesta primera peça al Teatre Lliure per celebrar els deu anys de vida de la companyia. Amb La nau dels bojos van guanyar el premi de projectes escènics Adrià Gual l’any 2013. L’any següent van guanyar l’altre premi destacat per a peces no estrenades de Catalunya, el premi Quim Masó, per a l’obra Bluf. Tanmateix, la peça més celebrada i reconeguda de la companyia ha estat Fairfly, amb la qual, a banda de l’èxit de públic i crítica, van recollir guardons com el premi Butaca a millor text i espectacle de petit format, els premis Max a autoria revelació i espectacle revelació o el premi de la crítica Serra d’Or. L'obra Els Ocells els consolidà com a companyia després de l'èxit anterior i els conduí a De què parlem mentre no parlem de tota aquesta merda? (2021) programada a la Sala Petita del Teatre Nacional.
A banda d’estrenar les seves peces en festivals com el Temporada Alta o el Grec, La Calòrica va ser una de les companyies seleccionades per al projecte triennal Cicló, del Teatre Tantarantana, i companyia resident a la Sala Beckett la temporada 2018-2019 on representaren Els Ocells.

## Estil
La Calòrica destaca com una de les companyies independents sorgides de la crisi de principis del segle XXI que millor ha aconseguit unir les lloances de la crítica i el públic. Les seves propostes solen tenir una voluntat d’incidència política alhora que juguen amb els gèneres de tradició més popular. Destacant en el registre còmic, la trajectòria de la companyia ha estat celebrada per la seva frescor, pels seus textos incisius i intel·ligents, per unes posades en escena inventives i per un elenc versàtil i perfectament compenetrat. Com altres companyies de la seva generació, La Calòrica posa l’accent del fet teatral en el procés creatiu; la seva particularitat en aquest punt és que han aconseguit trobar l'equilibri entre la creació col·lectiva i el teatre textual.
Els trets identitaris de la companyia són la presència de menjar a l'obra, el fet de tractar directament o indirectament temes polítics i la presència i caricatura de personatges vinculats a l'Església, entre d'altres.

## Obres
| Any  | Espectacle                                                  | Teatre                       |
| ---- | ----------------------------------------------------------- | ---------------------------- |
| 2010 | Feísima enfermedad y muy triste muerte de la reina Isabel I | Versus Teatre                |
| 2012 | L'Editto Bulgaro                                            | Festival Grec                |
| 2012 | Ekstraordinarnyy                                            | Teatre Lliure                |
| 2013 | La Nau dels Bojos                                           | Festival Grec                |
| 2014 | Bluf                                                        | Sala La Planeta              |
| 2015 | Sobre el fenomen de les feines de m*rda                     | Teatre Tantarantana          |
| 2016 | El Profeta                                                  | Teatre Tantarantana          |
| 2017 | Fairfly                                                     | Teatre Tantarantana          |
| 2018 | Els Ocells                                                  | Sala Beckett                 |
| 2021 | De què parlem mentre no parlem de tota aquesta merda?       | Teatre Nacional de Catalunya |
| 2023 | Le congrès ne marche pas                                    | Teatre Lliure                |
| 2024 | La brama del cérvol                                         | Teatre Lliure                |

## Premis i reconeixements
- Premi del Públic del X Festival Escènia de Foios[7]
- Premi Adrià Gual atorgat per l'Institut del Teatre de Barcelona (2013)[1]
- Premi Quim Masó 2014 per Bluf[8]
- Premi Jaume Damians 2016 per La Nau dels Bojos[9]
- Premi Butaca 2018 a Millor Text per Fairfly
- Premi Butaca 2018 a Millor Espectacle de Petit Format per Fairfly
- Premi de la Crítica 2018 a millor Espectacle de Petit Format per Fairfly
- Premi Max 2018 a millor Espectacle Revelació per Fairfly
- Premi Max 2018 a millor Autoria Revelació per Joan Yago (Fairfly)